# Charles Guépratte
Pour les articles homonymes, voir Guépratte.
Charles Guépratte (Nancy, 5 décembre 1777-Lambézellec, 24 octobre 1857), est un mathématicien et astronome français, grand-père d'Émile Guépratte.

## Biographie
Il entre à l'École polytechnique en 1798 puis sert à la 7e demi-brigade d'artillerie de marine dont il est promu sous-lieutenant en février 1799. 
L'année suivante, il démissionne de l'armée et devient professeur de mathématiques. Il enseigne alors dans différents collèges avant de devenir professeur suppléant d'hydrographie à Brest puis professeur titulaire en 1810. Directeur de l'observatoire de Brest (1810-1852), docteur ès sciences (1811), professeur de mathématiques et d'astronomie sur le vaisseau-école Tourville (1812-1815), on lui doit des ouvrages spécialisés.

## Récompenses et distinctions
- Chevalier de la Légion d'honneur (8 septembre 1834).

## Œuvres
- Traité élémentaire et complet d'arithmétique (1809)
- Instructions sur le planisphère céleste à l'usage de la marine (1826)
- Problèmes d'astronomie nautique et de navigation (1847)
- Vadémécum du marin (1852)